# Tony Coelho

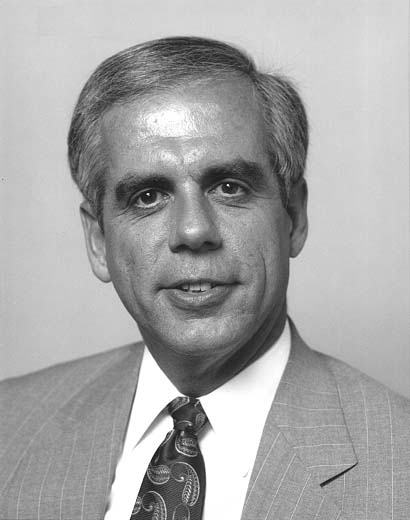
Tony Coelho

Anthony Lee „Tony“ Coelho (* 15. Juni 1942 in Los Banos, Kalifornien) ist ein US-amerikanischer Politiker. Zwischen 1979 und 1989 vertrat er den Bundesstaat Kalifornien im US-Repräsentantenhaus.

## Werdegang
Tony Coelho besuchte die öffentlichen Schulen in Dos Palos und studierte danach bis 1964 an der Loyola University in Los Angeles. Zwischen 1965 und 1978 gehörte er zum Stab des Kongressabgeordneten Bernice F. Sisk. Während dieser Zeit war er auch in beratender und administrativer Funktion für verschiedene Kongressausschüsse tätig. Politisch schloss sich Coelho der Demokratischen Partei an. Zwischen 1976 und 1988 war er Delegierter zu den jeweiligen Democratic National Conventions. Außerdem nahm er an einigen regionalen Parteitagen der Demokraten in Kalifornien teil.
Bei den Kongresswahlen des Jahres 1978 wurde Coelho im 15. Wahlbezirk von Kalifornien in das US-Repräsentantenhaus in Washington, D.C. gewählt, wo er am 3. Januar 1979 die Nachfolge von Bernice Sisk antrat. Nach fünf Wiederwahlen konnte er bis zu seinem Rücktritt am 15. Juni 1989 im Kongress verbleiben. Dort setzte er sich für Behinderte ein. Er war Mitinitiator eines Gesetzes zur Verbesserung der Lage behinderter Menschen (Americans with Disabilities Act). Sein Rücktritt erfolgte, nachdem er negative Schlagzeilen in der Presse gemacht hatte, die ihn mit fragwürdigen privaten Geldgeschäften in Verbindung brachten. Es kam aber nie zu einer Anklage oder Verurteilung.
Nach dem Ende seiner Zeit im US-Repräsentantenhaus arbeitete Coelho als Abteilungsdirektor einer Investmentfirma. Im Jahr 1992 war er in den House Banking Scandal verwickelt. Zwischen 1994 und 2000 war er Vorsitzender des präsidentialen Ausschusses für Behinderte in der Arbeitswelt (President’s Committee on Employment of People with Disabilities). Coelho war auch Vorsitzender der Epilepsy Foundation, deren Mitglied er heute noch ist.